# جراح كبير
جراح كبير قرية سوريّة تتبع إداريّاً لمحافظة حلب منطقة منبج ناحية خفسة، بلغ تعداد سكانها (1,097) نسمة حسب التعداد السكاني لعام 2004.